# Urophora kasachstanica
Urophora kasachstanica
 es una especie de insecto del género Urophora de la familia Tephritidae del orden Diptera. 
Richter lo describió científicamente por primera vez en el año 1964.